# Citrus mangshanensis
Citrus mangshanensis, comúnmente conocido como mangshanyegan o mandarina silvestre, es un árbol o arbusto perteneciente al género Citrus, dentro de la familia de las rutáceas. Es endémico del sureste de China.

## Descripción
La mandarina silvestre se conoce en china con el nombre de 莽山野柑 y es un árbol grande, con el tronco de tono gris claro y ramas espinosas y curvas.
Sus hojas mides unos 5 cm de largo y su fruto es aplanado, con unos 7 cm de diámetro, que madura en el mes de octubre.

## Distribución y hábitat
Su área de distribución nativa son los bosques de montaña de Mangshan, provincia de Hunan (China) y crece principalmente en el bioma subtropical, a unos 700 m sobre el nivel del mar.

## Taxonomía
Citrus mangshanensis fue descrita por los botánicos Sam William Heads y Geng Feng Liu y publicada por primera vez en la revista científica Acta Botanica Yunnanica 12: 288 en 1990.

Etimología
- Citrus: nombre genérico que proviene del latín citrus, que se refiere a los árboles y arbustos que producen frutas cítricas, como limones, naranjas y limas. El término citrus tiene sus raíces en el griego antiguo κίτρον (kítron), que significa 'cítricos' o 'fruto de cítricos'
- mangshanensis: epíteto geográfico que deriva de la región geográfica del Monte Mangshan (en la provincia de Hunan, China), donde se encuentra o se ha descrito esta especie. El sufijo -ensis es un sufijo de origen latino que se utiliza para indicar procedencia o ubicación.[3]